# Hiroshi Futami
Hiroshi Futami (二見宏志?, Futami Hiroshi; Osaka, 20 marzo 1992) è un ex calciatore giapponese, di ruolo difensore.

## Palmarès

### Nazionale
- Universiadi:   1

Kazan' 2013